# Илия Кочански
Илия Ацев Кочански е български революционер, деец на Върховния македоно-одрински комитет.

## Биография
Илия Кочански е роден на 7 май 1873 година в кочанското село Липец, тогава в Османската империя. Наклеветен е в родното си село поради участие в революционна дейност и минава в нелегалност заедно с Симеон Митев Юрука, Тодор Симеонов Попов и Герасим Ефремов. Присъединява се към върховистката чета на Михаил Лазаров през 1901 година, в която остава до февруари 1903 година. След това се установява в Кюстендил, където живее към 1949 година.